# グアナコ
グアナコ（Guanaco、ケチュア語: wuanaku、学名: Lama guanicoe）は、ラクダ科ラマ属の哺乳動物。身長は1.6mほどで体重は48-96kg。主に南アメリカの高地に生息している。リャマと同様に身を守る二重の厚い毛をまとっている。その厚さはアルパカよりはやや薄い。「グァナコ」、「ガナコ」、「グワナコ」、「グヮナコ」とも呼ばれる。

## 特徴
背中までの高さは1-1.3mで、体長は2.2mほどになる。体重はビクーニャの二倍ほどの100kg前後あるのが普通であるが、140kg程度になるものもある。毛はビクーニャよりは長くアルパカよりは短い。ペルー南部のグアナコの毛は赤みを帯びた色で上質である。毛の太さは直径16-18µm。グアナコの特徴は、頭部が濃い色で、腹部と脚が明るい色になっていることである。

## 利用
北方のグアナコはリャマの祖先である。アルゼンチンのグアナコは世界のグアナコの95%を占めると思われるが、パタゴニアからアンデス高地に至るまで広く存在している。南アメリカではペルー、ボリビア、パラグアイ、アルゼンチンなどでよく見かける。
ビクーニャ、アルパカ、リャマと同様に、アンデス原産の動物である。特にペルーではインカ時代以前から荷運び用に用いられていた。
アンデスの一部では、肉や皮や毛を取るために乱獲した結果、絶滅が危惧されている。
アルゼンチンでは貴重な動物であるとされ、丁重に保護されている。細く上質な毛を採集するために、グアナコ生息用の区画を設けている。その毛は羊と比べてとても軽く、ビクーニャ同様ふわふわしている。